# Товарна група
Това́рна гру́па — група однорідних товарів за гармонізованою системою опису та кодування товарів.
Товарна група — сукупність товарів, що їх об'єднують за ознакою однорідності сировини і матеріалу, призначення, способу виробництва тощо .

## Основні правила групування товарів
На рівні груп товар деталізований залежно від матеріалу, з якого він зроблений; від функції, яку він виконує; від ступеню обробки.
При розподілі товарів на групи необхідно додержувати двох основних правил:
- розподіляти всю масу товарів на одній стадії групування тільки за однією ознакою;
- починати розподіл товарів на групи за найбільш загальними ознаками, а потім переходити до інших ознак, менш загальних.

Нижчий ступень класифікації повинен конкретизувати, розкривати суть ознаки попереднього щабля. На кожному щаблі товари варто групувати тільки за однією ознакою.